# Dąbie (województwo lubuskie)
Dąbie (niem. Gersdorf) – wieś w Polsce, w województwie lubuskim, w powiecie krośnieńskim, w gminie Dąbie, przy szosie Zielona Góra – Krosno Odrzańskie i Dąbie – Nowogród Bobrzański. Siedziba Urzędu Gminy Dąbie. 
Wiele nazw miejsc i terytoriów, gdzie rosły lub jeszcze rosną dęby, określano jako Dąbie (model nazewniczy na -ьje, por. Brzezie, Brzeście). Funkcjonował zresztą staropolski wyraz dąbie = 'teren z dębami'. Nazwa wsi była notowana w 1499–1500 r. jako Dawbe; można by ją rekonstruować także jako Dęby, ew. Dębe.

## Położenie
Dąbie jest położone na Wysoczyźnie Czerwieńskiej. Niecałe 2 km na południe i południowy wschód od zabudowań wsi znajdują się dwa jeziora: Dąbie (inaczej Jezioro Wielkie, o powierzchni lustra wody 31 ha i długości linii brzegowej 3020 m) i Pławie (Młynki). Jeziora otaczają lasy sosnowe. Miejscowość leży w widłach rzek Odry i Bobru.
W latach 1975–1998 miejscowość administracyjnie należała do województwa zielonogórskiego.

## Historia
Pierwsza wzmianka o miejscowości pochodzi z 1376 r. Duży wpływ na Dąbie miał znany ród von Knobelsdorff. W latach 1447 i 1449/1500 odnotowano mieszkających tu przedstawicieli wspomnianego rodu. Jan von Knobelsdorff w 1530 roku był właścicielem połowy wsi, a czterej synowie Kaspra von Knobelsdorffa cztery lata później władali Dąbiem jako dobrem po nim odziedziczonym.
W 1478 między Dąbiem a wsią Pław miała miejsce bitwa w czasie głogowskiej wojny sukcesyjnej. Teren Dąbia związany jest z ziemią krośnieńską. Po okresie rozbicia dzielnicowego teren znalazł się pod panowaniem dynastii Hohhenzollernów.
Wieś z dwiema siedzibami szlacheckimi została w 1632 roku zniszczona przez pożar. Kościół z wieżą został odbudowany przez rodzinę Knobelsdorffów, a do 1662 roku zostały przez nią utrzymane zrujnowane majątki. W dobrach senioratu od około 1700 roku do połowy XIX w. mieszkała tu rodzina von Schönaich. Jako właścicielkę dóbr w Dąbiu odnotowano w 1879 roku wdowę Jeschke. Znajdowała się w tym czasie we wsi fabryka krochmalu.

## Zabytki

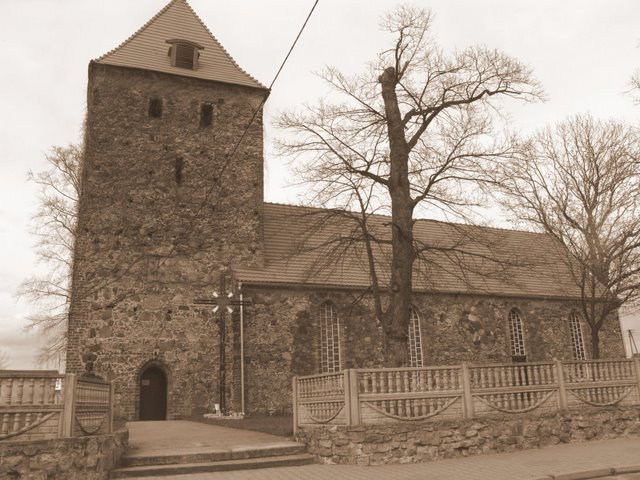
Kościół filialny pw. Najświętszego Serca Jezusowego w Dąbiu

Do wojewódzkiego rejestru zabytków wpisany jest:
- kościół filialny pod wezwaniem Najświętszego Serca Jezusa, z połowy XIII wieku, gotycki, na co wskazuje kształt budowli oraz zachowane pierwotne okno szczelinowe[8], murowany z rudy darniowej i kamienia polnego. Kościół został przejęty przez protestantów w XVI wieku, a w jego wnętrzu dokonano nieznanych przeróbek. Zdewastowany w czasie wojny trzydziestoletniej[8]. Podczas przebudowy w 1674 obniżono dach o około 3 m[9][8]. W drugiej połowie XIX wieku dokonano gruntownych zmian w elewacji[10][8]. Dach wieży został uzupełniony o lukarny. Po przejęciu kościoła przez katolików po 1945 roku usunięto balkony, ołtarz i ambonę, a w latach 70 z wieży zdjęto chorągiewkę z datą 1710[8]. Od zachodu kwadratowa wieża z dzwonnicą, a od wschodu zakrystia. Należy do parafii Pław. Kościół stoi na dawnym cmentarzu grzebalnym, który był otoczony kamiennym murem. Cmentarz zlikwidowano przed 1945 rokiem, a mur zastąpiono siatką. Obecnie plac przykościelny otoczony jest płotem betonowym przy którym pozostawiono opaskę kamienną złożoną z fragmentów dawnych nagrobków[8].

## Kultura

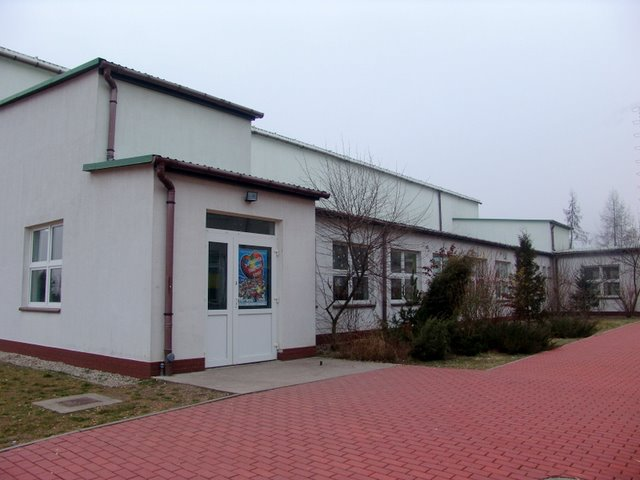
Budynek Gimnazjum Publicznego w Dąbiu

W Dąbiu znajduje się Zespół Szkolno-Przedszkolny im. Henryka Sienkiewicza. W tym samym budynku znajduje się również Gminna Biblioteka Publiczna.